# 茜色のカイト
『茜色のカイト』（あかねいろのカイト）は、信濃川日出雄による日本の漫画。『FEEL YOUNG』（祥伝社）にて2011年1月から2012年1月まで不定期掲載された。単行本は全1巻。
結婚を前に、家族になることに対する男女の恐れや揺れる気持ちを、北アルプスの雄大な自然と人間ドラマを絡め真摯に描いた作品。

## あらすじ
結婚を目前に控える主人公・遥哉とヒロイン・ななこ。ある日、「2年間嘘をついてきた」という内容の手紙を残して遥哉が失踪する。遥哉はななこに重大な秘密を隠していた。ななこは結婚への迷いを抱えながら、遥哉の関係者を辿り、失踪先である北アルプスに向かう。